# Nokia Lumia 820
Nokia Lumia 820  — смартфон, що виготовлений компанією Nokia та був анонсований 5 вересня 2012 року. Працює під управлінням операційної системи Windows Phone 8.

## Продажі
У США Nokia Lumia 820 буде продавати виключно AT&T, про що було оголошонено 4 жовтня 2012 року. Зазначалось, що ціну буде оголошено перд початком продажів. Достпупною буде лише у чорному кольорі.
У Росії оператор мобільного зв'язку МТС ще до офіційного початку продажів, незважаючи на відмову компанії розповісти про ціни, дати виходу та попереднє замовлення відкрив можливість попереднього замовлення. Ціна смартфону становить 19 990 рублів, доступний у червоному, білому та чорному кольорах.

## Регіональні варіації
Nokia Lumia 822 (також відома як Nokia Atlas)

29 жовтня 2012 року компанією Nokia та американським оператором мобільного зв'язку Verizon Wireless було представлено смартфон, що може працювати у мережі LTE та CDMA EV-DO Rev.A, трішки змінений дизайн. Решта характеристик залишились без змін, порівнюючи із Lumia 820.
Nokia Lumia 822 буде коштувати $ 99,99 із дворічним контрактом.

## Відео
- Nokia Lumia 820  — трейлер на YouTube
- Nokia Lumia 820  — Перший офіційний відео огляд на YouTube
- Огляд Nokia Lumia 820 на YouTube